# ویلیام هنری، دوک گلاستر و ادینبرو
ویلیام هنری، دوک گلاستر و ادینبورگ (انگلیسی: Prince William Henry, Duke of Gloucester and Edinburgh; ۲۵ نوامبر ۱۷۴۳ – ۲۵ اوت ۱۸۰۵) آریستوکرات و نظامی اهل پادشاهی متحد بریتانیای کبیر و ایرلند بود. وی همچنین برندهٔ جوایزی همچون نشان بند جوراب شده‌است.